# Jack Body
Jack Body (født 7. oktober 1944 i Auckland, New Zealand, død 10. maj 2015) var en newzealandsk komponist.
Body, der var meget inspireret af indonesisk og Asiatisk musik, har komponeret i alle genre. Han har skrevet kammermusik, orkestermusik, filmmusik, teatermusik og elektronisk musik. Han er blevet spillet af mange orkestre og kammermusik ensembler i Australien og på New Zealand. 

## Værker
- Music for sale
- Music of Madura
- Jemblung
- Alley – opera
- Close to Home – Soap Opera
- Saura – elektronisk musik
- Sacred and Profane – elektronisk musik
- Pulse